# Erebia manchurica
Erebia manchurica är en fjärilsart som beskrevs av Matsumura 1939. Erebia manchurica ingår i släktet Erebia och familjen praktfjärilar. Inga underarter finns listade i Catalogue of Life.